# 北小路敏
北小路 敏（きたこうじ さとし、1936年8月4日 - 2010年11月13日）は、日本の左翼政治活動家、元中核派最高幹部。

## 人物
1936年生まれ。父親は京都市立中学校の国語科の教師、京都旭丘中学事件の際の教頭で、その後京都府議会議員を務めた北小路昂。
1954年、日本共産党に入党。1956年、京都市立紫野高等学校卒業、京都大学経済学部入学。1958年9月、共産党を離党。
1960年の安保闘争では、全学連の指導者として知られる（樺美智子が死亡した6・15国会突入デモの最高指揮者。副委員長加藤昇、都学連副委員長西部邁が補佐。）。当時は共産主義者同盟（ブント）に所属していた。1962年京都大学経済学部卒業。安保闘争後、ブントの分派を経て、革命的共産主義者同盟に加盟。清水丈夫とともに古参の中核派指導者として活動した。
1963年の分裂では全国委員会（中核派）に。1965年の東京都議会黒い霧事件に伴う自主解散による都議選では杉並区から出馬するが、あえなく落選。しかしながら法定得票数を上回り、一部の大政党公認候補にも得票数で勝ったほど善戦した。1967年の都議補欠選、1969年の都議選にも立候補したが、いずれも落選している。立候補に際して「議会主義を否定する三派（共産主義者同盟、中核派、社青同解放派）全学連の指導者が、なぜ議会に出ようとするのか、ふだんの行動とは矛盾しているのではないか」と批判を受けると、「われわれはアナーキーでも、反議会主義でもない。革命的議会主義だ」と返している。最終的に議会は廃止すべきだが、天下を取る過程で議会で発言力を持つことは必要という意味である。なお、杉並区では、その後も中核派は一定の地盤を持ち、1989年には長谷川英憲が杉並革新連盟（現：都政を革新する会）公認として都議に当選した。
1967年、新左翼各派は佐藤栄作首相のベトナム共和国（南ベトナム）訪問を阻止しようと羽田空港に乗り込み、機動隊と衝突した（第一次羽田事件）。この時北小路も逮捕されている。
1991年、隣の家を誤爆した外務省審議官実父宅放火殺人事件について報道関係者から事件について問われ、「誤爆ではない」「罪を問われる人の自宅を攻撃対象にする以上、（家族が巻き添えになるのは）すれすれの問題だから仕方がない部分がある。家族にも半ば責任がある」「そのような質問自体、気に入らない」と正当化して開き直った（ただし、堤功一を狙った理由として当時の天皇・皇后の東南アジア諸国連合諸国歴訪を取り持ったと言う理由であったが、堤は全くの無関係であった為、北小路ら中核派による明らかな失態であった）。その後は目立った活動はなかったが、常に公安警察の視察対象だった。
2010年11月13日、入院先の病院で敗血症のため死去した。74歳没。

## 著書
- 『歴史選択としての七〇年闘争』（1969年、自由国民社）

## 脚註
1. ↑  樺美智子さん死亡の学生デモ…中核派最高幹部の北小路敏氏が死去 産経新聞 - ウェイバックマシン（2010年11月19日アーカイブ分）